# لبان هولستي
لبان هولستي أو بوسويلية هولستية (الاسم العلمي:Boswellia holstii) هو نوع من النباتات يتبع جنس اللبان من الفصيلة البخورية.